# I dit korte liv
"I dit korte liv" er en dansk vise lanceret i Dagmar Revyen 1941 med undertitlen De gratis glæder. Sangen har tekst af Poul Henningsen (PH) og musik af Kai Normann Andersen og blev i revyen fremført af Liva Weel. 

## Sangteksten
Sangen består af to vers på hver tyve linjer, der kan deles i to afsnit, hvor de otte første er de mest indholdsrige, mens de følgende tolv er kortere og indledes med den eneste gentagede omkvædslinje ("I dit korte liv"), hvilket resten af linjerne så elaborerer på.
Poul Henningsen skrev teksten med inspiration i Shakespeares skuespil Stormen og indarbejdede linjerne "Vi er af samme stof/
som drømme gøres af", som er et ordret citat fra skuespillet (fuldt ud lyder det: "Vi er af samme stof / som drømme gøres af / og vores korte liv / omsluttes af en søvn"). Liva Weel skulle have sagt, at hun ikke fattede teksten, men nok skulle gå ud og give publikum den "lige i smasken, så de tier stille."

## Melodi
Kai Normann Andersens melodi er lettere melankolsk og holdt i en tredelt takt.
Melodien til "I dit korte liv" er en af de 12 Andersen-sange, der kom med i kulturkanonen.

## Andre versioner
"I dit korte liv" er indspillet med andre kunstnere end Liva Weel. I 1992 sang Ulla Henningsen den i tv-serien Kald mig Liva (udgivet på soundtracket til serien), og i 2001 udgav Kim Larsen & Kjukken sangen på albummet Sange fra glemmebogen. Der findes endvidere flere indspillede instrumentaludgaver af melodien.